# Приём евреев
«Приём евреев» (пол. Przyjęcie Żydów) — картина польского художника Яна Матейко на исторический сюжет, созданная в 1888 году. Третья по времени действия часть цикла «История цивилизации в Польше». Хранится в Национальном музее в Варшаве.

## Описание и судьба картины
На картине изображено событие, датированное 1096 годом. Германские евреи, пострадавшие из-за погромов крестоносцев, попросили убежища у польского князя Владислава Германа, и тот предоставил им право поселиться в Польше и свою защиту. Матейко изобразил площадь перед Плоцким собором: князь сидит на троне, перед ним — толпа евреев. На фоне входа в собор стоят сыновья Владислава, Болеслав Кривоустый и Збигнев.